# Lubertus Pit
Lubertus Pit (5 december 1941) is een Nederlands politicus van de PvdA.
Hij was hoofd personeelszaken en waarnemend secretaris van de Gemeentekring Almelo (samenwerkingsverbond van de gemeenten Wierden, Vriezenveen, Hellendoorn, Rijssen, Tubbergen en Den Ham) voor Pit in maart 1983 benoemd werd tot burgemeester van Nieuwolda. Bij de Groningse gemeentelijke herindeling van 1 januari 1990 hield die gemeente op te bestaan en werd hij de burgemeester van Loppersum. Op 1 januari 2003 ging Pit vervroegd met pensioen.